# Фотовизька сільська рада
Фотови́зька сільська́ ра́да — колишній орган місцевого самоврядування у Глухівському районі Сумської області. Адміністративний центр — село Фотовиж.

## Загальні відомості
- Населення ради: 404 особи (станом на 2001 рік)

## Населені пункти
Сільській раді підпорядковані населені пункти:
- с. Фотовиж
- с. Баранівка
- с. Муравейня

### Колишні населені пункти
- с. Червоні Вишки, зняте з обліку 1987 року

## Склад ради
Рада складається з 12 депутатів та голови.
- Голова ради: Зінаков Володимир Васильович
- Секретар ради: Сорокіна Ніна Петрівна

### Керівний склад попередніх скликань
| Прізвище, ім'я, по батькові  | Основні відомості                                                               | Дата обрання | Дата звільнення |
| ---------------------------- | ------------------------------------------------------------------------------- | ------------ | --------------- |
| Зінаков Володимир Васильович | Сільський голова, 1960 року народження, освіта середня спеціальна               | 26.03.2006   | 31.10.2010      |
| Зінаков Володимир Васильович | Сільський голова, 1960 року народження, освіта середня спеціальна, безпартійний | 31.10.2010   |                 |

Примітка: таблиця складена за даними сайту Верховної Ради України